# Julius Carl Pannier
Julius Carl Pannier (* 28. Juli 1789 in Zerbst; † 2. September 1856 ebenda) war ein deutscher Verwaltungsjurist und Politiker.

## Leben
Pannier besuchte juristische Vorlesungen am Institut Platner in Leipzig und studierte 1808 bis 1813 Mathematik an der Universität Halle sowie Rechtswissenschaften in Heidelberg. In Heidelberg war er Mitglied des Corps Guestphalia. Nach Beendigung seiner Studien wurde er Amtsrat, 1850 Regierungskommissar in Zerbst.
Vom 21. September 1848 bis 30. Mai 1849 war Pannier Mitglied der Frankfurter Nationalversammlung (Fraktion Augsburger Hof) als Nachfolger von Carl Adolph Felix Aue. Pannier wählte Friedrich Wilhelm IV. zum Kaiser der Deutschen. 1850 gehörte er dem Volkshaus des Erfurter Unionsparlaments an.